# Prix Volney
Pour les articles homonymes, voir Volney (homonymie).
Le prix Volney est décerné depuis 1822 par l'Institut de France après une proposition de l'Académie des inscriptions et belles-lettres au sujet d'un travail de philologie comparée ou de linguistique, pour « récompenser les plus importants travaux du monde savant international » dans ces disciplines. Il est depuis 2020 décerné sous la seule forme d'une médaille, dite médaille Volney.

## Historique
Dès 1805, alors qu'il était membre de l'Académie celtique, Constantin Volney a proposé de mettre l'étude d'un alphabet universel au concours. C'est dans son testament du 22 avril 1820 qu'il fait un legs à l'Académie française et à l'Académie des inscriptions pour instituer un prix « afin de provoquer et encourager tout travail tendant à donner suite et exécution à (sa) méthode de transcrire les langues asiatiques en langues européennes régulièrement organisées » en imposant que « le fonds ne pourra recevoir d'autre emploi que celui d'encourager l'étude philosophique des langues » et que les prix « ne pourront s'appliquer à la langue française et à son dictionnaire ». Le prix est fondé par l'Académie française en 1822 et était doté à l'origine de 1 200 francs or. En 1821, l'Académie a invité les concurrents à examiner « quels sont les moyens de réaliser le plan du testateur, dans quelles bornes il conviendrait d'en circonscrire l'application, quelle est la direction à donner au travail, enfin quels résultats probables on a droit d'en attendre ».
De périodicité annuelle à sa fondation, il n'a pas été attribué certaines années car les mémoires proposés ne correspondaient pas au programme. En 1842, l'Académie a abandonné le programme initial d'un alphabet universel pour en faire un prix de philologie comparée. Au cours du XIXe siècle, son domaine d'application se déplace en priorité autour de la linguistique, et en particulier la linguistique descriptive.
Décerné à des linguistes de premier ordre tels que Meillet, Guillaume, Wartburg, Tesnière, Benveniste, Liu, Cohen, Martinet ou plus récemment Gilbert Lazard ou Claude Hagège, il est considéré comme une des plus hautes distinctions accordées à un ouvrage de linguistique.
Mais après la Seconde guerre mondiale, le prix Volney passe à une périodicité variable. À la suite de la réforme du régime des prix décidée par l'Académie des inscriptions et belles-lettres en 2016, le prix Volney est attribué épisodiquement, sa dotation budgétaire étant épuisée. Depuis 2020, il est décerné  sous la forme d'une médaille, dite médaille Volney,.

### Gouvernance
En 1857 la Commission qui décerne le prix Volney est décrite comme « permanente et mixte; elle se compose de trois membres de l'Académie française; de trois membres de l'Académie des inscriptions et belles-lettres et d'un membre de l'Académie des sciences ». Enrique Onffroy de Thoron (1887) auteur du Dictionnaire français-kichua rapporte que le Commission qui décidait du choix des candidats en 1887 était toujours composée de 7 membres nommés à vie alors que les membres des autres commissions étaient renouvelés. Il la qualifie de coterie à vie, et rapporte que Camille Doucet, secrétaire perpétuel de l'Académie française à l'époque lui aurait dit: « Depuis 25 ans que je suis secrétaire perpétuel de l'Académie, je n'ai jamais su comment se donne le prix Volney ».
Académiciens membres de la commission Volney de l'origine à 1860 : Académie française : Pierre Daru, Antoine Destutt de Tracy, François Andrieux, Antoine Jay, André Dupin, Charles-Marie de Feletz, François Raynouard, Prosper Mérimée, Henri Patin. Académie des inscriptions : Silvestre de Sacy Abel Rémusat, Armand-Pierre Caussin de Perceval, Étienne Quatremère, Antoine-Jean Saint-Martin, Pierre Amédée Jaubert, Eugène Burnouf, Charles Benoît Hase, Alexandre Langlois, Jules Mohl. Académie des sciences : Georges Cuvier, Pierre Flourens.
Par la suite parmi les personnalités éminentes de la commission: En 1864 Adolphe Régnier est élu, en 1855 Gaston Paris lui succède. En 1868 Emile Littré est élu membre de la Commission du prix Volney en hommage à son Dictionnaire de la langue française. E. Renan mort en 1892 est remplacé à la commission en 1893 par Gaston Maspéro, Jules Oppert lui succède en 1900 puis décède en 1905, il est remplacé par Emile Sénart. Georges Maspero est élu en 1916, Louis de Broglie en 1942.

## Lauréats
Liste reconstitué par ordre chronologique sur la base de l'inventaire d'Amable Charles comte de Franqueville de l'origine à 1895 puis sur la base de la presse jusqu'à 1950. La fréquence des citations du prix Volnay dans la presse est importante de 1880 à 1943, elle est devenue marginale depuis 1945.
La date mentionnée est celle d'obtention du prix ou de la médaille et non celle de la publication. Le prix était souvent accordé à plusieurs lauréats et accompagné de mentions. Par exemple en 1867 le prix est partagé par deux colauréats: le Dictionnaire persan de Johann August Vullers (qui comprend un Appendice manuscrit) et le Compendium de la grammaire comparative des langues indo-germaniques par August Schleicher, la commission y ajoute une mention très-honorable, non mentionnée ici, à Hugo Schuchardt pour Le vocalisme du latin vulgaire.

### De 1822 à 1850
Sur la période 1842-1860, Michel Bréal rédige une Notice sur le prix Volney à l'occasion de l'inauguration de la statue de Volney à Craon le 30 octobre 1898.
- Josef Scherer, bibliothécaire du roi de Bavière, à Munich, et Andreas Schleiermacher (1822)[16],
- Josef Scherer (1823), déjà vainqueur l'année précédente,
- Le prix n'est pas attribué entre 1824 et 1826.
- Andreas Schleiermacher (1827), déjà vainqueur en 1822
- Nicolas Massias et Andreas Schleiermacher De l'influence de l'écriture sur le langage[17] (1828)
- Jean-Pierre Darrigol, Analyse raisonnée du système grammatical de la langue basque (1829)[18]
- Guido Gœrres, Structura grammaticae linguse Hispanorum veterum indigenas id est Vasconicse philosophice explicata nec non comparalavariis tam Orientis quam Occidentis linguis (1830 et non Radigel mention honorable[19] comme mentionné par Charles de Franqueville[12])[20]
- Eugène Burnouf. Littératures sanskrite et avestique, pour le déchiffrement des manuscrits zend rapportés en France par A. H. Anquetil-Duperron (1831)[21]
- William Frédéric Edwards, Fragments d'un mémoire sur Les Gaëls (1832)[22]
- Richard Lepsius, Die Palaeographie als Mittel der Sprachforschung (1834)[23]

Après 1835, la portée du prix a été élargie aux travaux de transcription, aux ouvrages consacrés à la linguistique comparative et à l'histoire de la linguistique y compris dans les langues non indo-européennes
- Pierre-Étienne Du Ponceau (Peter Stephen Duponceau), Mémoire sur le système grammatical des langues de quelques nations Indiennes de l'Amérique du Nord (1835, publié en 1838)[25].
- Adolphe Pictet, De l'affinité des langues celtiques avec le sanscrit (1836 publié en 1837)[26]
- de Brière, Histoire du prix fondé par le comte de Volney[27] et Darel (prix partagé 1837)[28]
- Richard Lepsius, Palæographie als Mittel der Sprachforschung (1838)[29]

pas de prix en 1839 et 1840
- Jean-Bernard Mary-Lafon, Tableau historique et comparatif de la langue parlée dans le midi de la France et connue sous le nom de langue romano-provençale, prix partagé avec Jacques-Pierre Thommerel, Recherches sur la fusion du franco-normand et de l'anglo-saxon (1841)[30]
- Theodor Benfey, Lexique des Racines Grecques (1842)[31]
- Pierre-Benjamin Lafaye, Synonymes français (1843)[32]
- Moritz Gotthilf Schwartze, Das alte Aegypten oder Sprache, Geschichte, Religion und Verfassung des alten Aegyptens (1844)[33]
- August Friedrich Pott, Die Zigeuner in Europa und Asien[34] (1845)[35]
- Anders Johan Sjögren, Ossetische Sprachlehre nebst kurzem Ossetisch-Deutschen und Deutsch-Ossetischen Wörterbuche[36] (Grammaire de la langue ossète) (1846)
- Ernest Renan, Essai historique et théorique sur les langues sémitiques en général et la langue hébraïque en particulier (1847)[37]. Renan a obtenue son prix l'année où il est reçu premier à l’agrégation de philosophie[38].
- Othon Roehrig, Researches in philosophical and comparative philology, chiefly with reference to the languages of central Asia (1848)[39]
- Friedrich Max Müller, Comparative Philology of the Indo-European Languages, in its Bearing on the Early Civilisation of Mankind (1849)[40]
- Albin de Chevallet, Études philologiques et historiques sur l'origine et la formation de la langue française (1850)

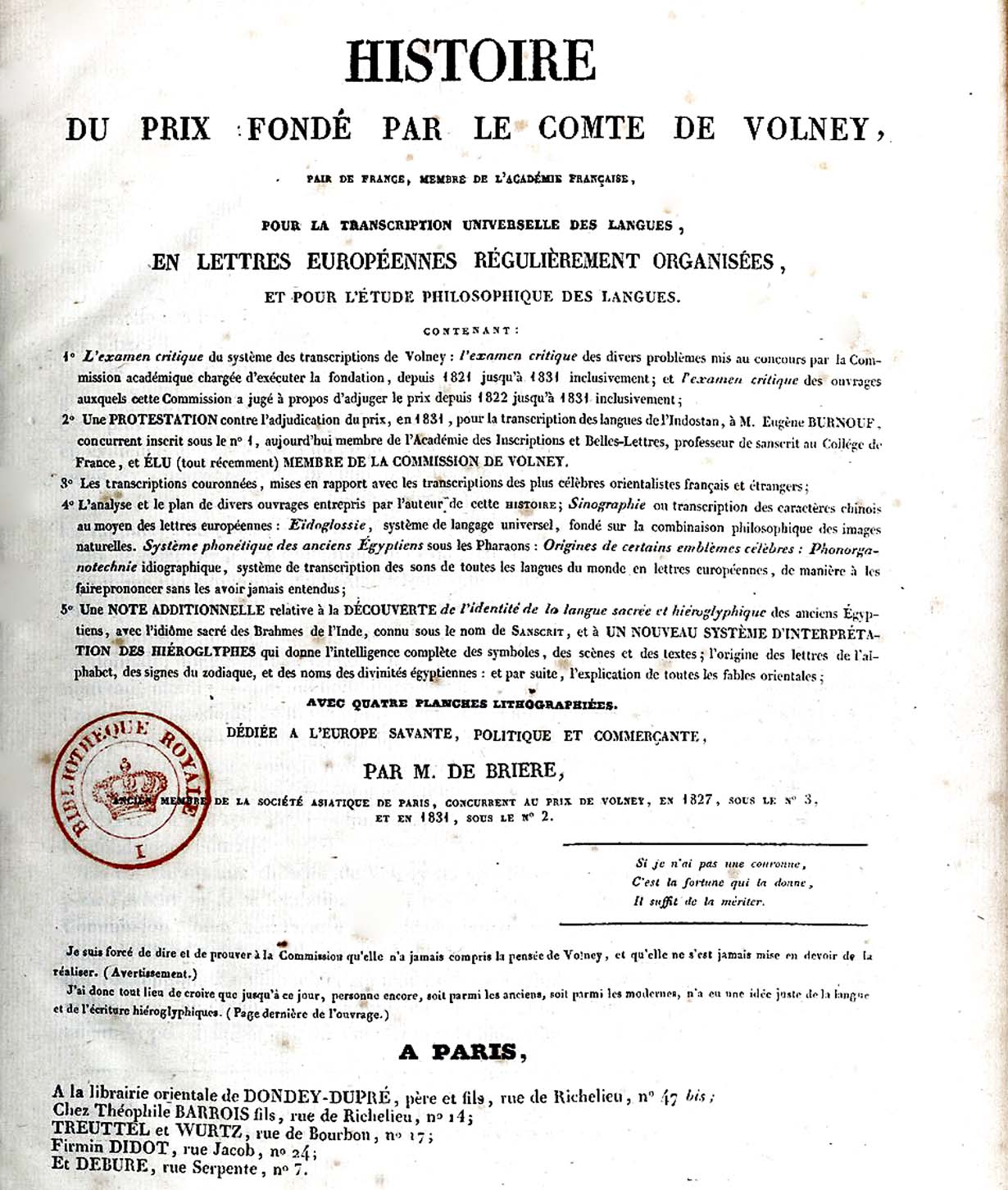
Histoire du prix fondé par le comte de Volney pour la transcription universelle des langues en lettres européennes et pour l'étude philosophique des langues. De Brière 1833 (source BnF)

### De 1851 à 1900
- Salomon Munk, Notice sur Abul Walid Merwan ibn Djanah et d'autres grammairiens hébreux du Xe et du XIe siècles, 1850-1851.
- Louis Gaussin, Du Dialecte de Tahiti, de celui des îles Marquises, et, en général, de la langue polynésienne[42] (1852)
- Pierre Barrault et Ernest Grégoire, Traité des synonymes de la langue latine[43] (1853)[44]
- Heymann Steinthal, Zur vergleichenden Erforschung der chinesischen sprache, et Léon Dessalles, Étude sur l'origine et la formation du roman et de l'ancien français (1854)[45]
- Sigismund Wilhelm Koelle, Polyglotta africana, or a comparative vocabulary of nearly three hundred words and phrases, in more than one hundred distinct African languages, Grammar of the Bornu or Kanuri language, African native literature, or proverbs, tales, fables, and historical fragments in the Kanuri or Bornu language, Outline of the grammar of the vei language, together with a vei-english vocabulary (1855)
- Abbé David Boilat, Grammaire et vocabulaire de la langue woloff et comte Hippolyte François Jaubert, Glossaire du centre de la France (1856)[46]
- Comte Franz Xaver von Miklosisch, Vergleichende Formenlehre der slavischen Sprachen (1857)[8] - 3 mentions particulières sont accordées à  Laurent Diefenbach, Glossarium latino-germanicum mediœ et infimœ œtatis, e codicibus manuscriptis et libris impressis; Léon de Rosny, Mémoire sur la nature et sur les origines de la langue chinoise; Jean-Bernard Lafon dit Mary-Lafon, Glossaire historique et comparatif du dialecte néo-latin parlé dans le bas Quercy. La commission annonce en 1857 qu'elle accordera une médaille d'or à un ouvrage de philologie comparée (en 1857 Alfred Maury avait publié La Philologie comparée, ses principes et ses applications nouvelles)[47]
- Pierre-Benjamin Lafaye, Dictionnaire des synonymes de la langue française, et Emmanuel Inchauspé, Le verbe basque (1858)[48]
- Johann Karl Eduard Buschmann, Die Spuren des Aztekischen Sprache im noerdlichen Mexico und hoeheren amerikanischen, (Langue des Aztèques) (1859)
- Adolphe Hanoteau, Grammaire de la langue tamachek (1860)[49]
- Léon de Rosny, Essai historique sur la langue chinoise (1861)[50]
- Max Müller, Lectures on the science of language, delivered at the Royal Institution of Great Britain (1862)
- Adolphe Pictet, Les Origines indo-européennes, ou les Aryas primitifs: Essai de paléontologie linguistique (1863)[51]
- Albrecht Weber, Beiträge für die Kunde des indischen Alterhums im Vereine mit mehreren Gelehrten (1864)
- Ferdinand (Wilhelm Jakob) Justi, Handbuch der Zendsprache (grammaire et lexique de la langue avestane) (1865)
- Franz Bopp (traduction Michel Bréal) Grammaire comparée des langues sanscrite, zend, grecque, latine, lithuanienne, slave, gothique, et allemande (1866)[52]
- Johann August Vullers, Dictionnaire persan, August Schleicher, Appendice manuscrit sur l'étymologie et August Schleicher, Compendium der vergleichenden Grammatik der indogermanischen Sprachen (Compendium de la grammaire comparative des langues indo-germaniques) (1867)[53]
- Friedrich von Spiegel, Grammaire de l'ancienne langue bactrienne (1868)
- R. Dozy et W.-H. Engelmann, Glossaire des mots espagnols et portugais dérivés de l'arabe (1869)
- Johann August Vullers, Grammaire persane, Ascoli, Cours de phonologie comparée, et conjointement Graziadio Isaia Ascoli Lezioni di fonologia comparata del sanscrito, del greco e del latino (1870)
- Joseph Halévy, Observations sur l'origine de l'alphabet phénicien, Observations sur l'épigraphie sémitique, Étude sur l'alphabet libyque et ses rapports avec l'alphabet phénicien (1871, 1872 et 1873)
- Louis-Francis Meunier, Les Composés qui contiennent un verbe à un mode personnel en latin, en français, en italien et en espagnol (1873)
- Pas de prix en 1874
- Étienne Aymonier, Vocabulaire cambodgien français (1875)
- Robert Caesar Childers Un Dictionnaire de la langue Pali (1876)
- Guyard, Théorie nouvelle de la métrique arabe, précédée de considérations générales sur le rythme naturel du langage (1877)
- Joseph Halévy, Essai sur les inscriptions du Safa (1878)
- Auguste Dozon, Manuel de la langue chkipe ou albanaise, grammaire, chrestomathie, vocabulaire (1879)[54]
- Alexandru de Cihac, Dictionnaire d'étymologie Daco-Romaine. Éléments latins comparés avec les autres langues romanes, Éléments slaves, magyars, turcs, grecs-moderne el albanais (1880)
- James Darmesteter, à deux reprises : Grammaire historique de la langue persane (1881) et Chants populaires des Afghans (1890)
- Victor Henry (linguiste) Étude sur l'analogie en général et sur les formations analogiques de la langue grecque (1883)
- Henri Goelzer, Étude lexicographique et grammaticale de la latinité de Saint Jérôme (1884)[55]
- Hugo Schuchardt, Slawo-deutsches und Slawo-italienisches (1885 ; déjà distingué en 1867 par la commission du prix Volney, bien que non lauréat, pour Le vocalisme du latin vulgaire[56])
- Rémi Siméon, Dictionnaire de la langue nahuatl ou mexicaine (1886)[57]
- Graziadio Isaia Ascoli, Lettere glottologiche et Due retenti Lettere glottologiche e una proscrite nova[58] (1887)[59]
- Emile Ernault, Études comparatives sur le grec, le latin et le celtique (1888)
- Jean Psichari, Essais de grammaire historique néo-grecque (1889)[60]
- James Darmesteter, Reliques scientifiques et Joseph Loth, Chrestomathie bretonne[61] (1890)
- Gustav Meyer, Etymologisches Wörterbuch der albanesischen Sprache (1891)[62]
- Paul Passy, Étude sur les changements phonétiques et leurs caractères généraux (1892)[63]
- L'abbé Rousselot, Les Modifications phonétiques du langage (1893)[64]
- Emile Masqueray, Dictionnaire Français-touareg (dialecte taïtoq) (1894)[65]
- Vilhelm Thomsen, Déchiffrement des inscriptions de l'Orkhon et de l'lénisséi (1895)[66]
- Jean-Pierre Rousselot, Les Principes de phonétique expérimentale (1896)[67]
- Emile Ernault, Glossaire moyen-breton (1897)[68]
- Antoine Meillet Recherches sur le génitif-accusatif en vieux slave (1898)
- Frédéric-Antoine-Georges Möhl, Introduction à la chronologie du latin vulgaire, étude de la philologie historique (1899)[69]
- Adolphe de Calassanti Motylinski, Le Djebel Nefousa : transcription, traduction française et notes avec une étude grammaticale (1900)[70]

### De 1901 à 1950
- Richard Pischel, Grammaire des langues prākrites (1901)[71]
- Vincent Scheil et Charles Fossey, Grammaire assyrienne (1902)[72]
- La médaille d’or est partagée en 3: John Davidson, Notes on the Bashgali (kâfir) language; Gabriel Ferrand, Essai de grammaire malgache; Joseph Loth, La métrique galloise depuis les plus anciens textes jusqu'à nos jours (1903)
- La médaille d’or est partagée en 3 : Gustave Huyghe, Dictionnaire français-kabyle; Paul Toscanne, Études sur la langue sumérienne; Julien Vinson, Manuel de la langue tamoule (1904)
- Jean-Louis-Marie Lemaréchal, Dictionnaire japonais-français[73] partagé avec George Abraham Grierson, Linguistic Survey of India (1905)[74]
- Otto Jespersen, Growth and Structure of the English Language (1906)
- Albert Cuny, Le nombre duel en grec (1907)
- Lazare Sainèan, L'argot ancien. Médaille d'argent Adam Mischlich, Wörterbuch der Hausasprache (1908)
- Leo Reinisch, pour l'ensemble de ses études sur les langues africaines (1909)[75]
- Édouard Bourciez, Éléments de linguistique romane (1910)[76]
- Léonce Roudet, Éléments de phonétique générale, et Jules Marouzeau, La phrase à verbe « être » en latin (1911)[77]
- William Marçais, Textes arabes en dialecte de Tanger (1912)[78]
- Marcel Cohen, Parler arabe des juifs d'Alger (1913),
- Robert Gauthiot, La finale des mots en indo-européen (1914)[79]
- Adolphe-Louis Terracher, Les aires morphologiques dans les parlers populaires du nord-ouest de L'Angoumois (1800-1900) (1915)[80]
- Société de linguistique de Paris (1916), pour l'ensemble de ses publications (1866-1915)[81]
- Gustave Guillaume, Le problème de l'article et sa solution dans la langue française (1917)
- Jules Bloch, La formation de la langue marathe (1918)[82]
- Émile Boisacq, Dictionnaire étymologique de la langue grecque (1919), et une récompense à Albert Dauzat, Les argots de métiers franco-provençaux (1919)[83],[84]
- Albert Cuny, Études prégrammaticales sur le domaine des langues indo-européennes et chamito-sémitiques (1920)[85], récompense à Gaston Esnault, Le Poilu tel qu'on le parle (1920)[86].
- Pas de prix, une récompense à Milivoj Pavlovic, Le langage enfantin: acquisition du serbe et du français par un enfant serbe (1921)[87]
- Pas de prix, une récompense à Jean Deny, Grammaire de la langue turque (dialecte osmanli) (1922)[88],[89]
- Georges Millardet, Linguistique et dialectologie romanes, et Joseph Vendryes, Le Langage, introduction linguistique à l'histoire (1923)[90]
- Jean Haust, Étymologies wallones et françaises, et Paul Joüon, Grammaire de l'hébreu biblique (1924)[91]
- Marcel Cohen, Le Système verbal sémitique et l'expression du temps (1925)[92]
- une récompense à Liu Fu, Etude experimentale sur les tons du chinois (1925)[93]
- Lucien Tesnière, Les formes du duel en slovène (1926)[94]
- Pierre Chantraine, Histoire du parfait grec (1927), et une récompense à Albert Sechehaye, Essai sur la structure logique de la phrase (1927)[95]
- Pierre Le Roux, Atlas linguistique de la Basse-Bretagne (1928)[96]
- André Vaillant, La langue de Dominko Zlataric, poète ragusain de la fin du XVIe siècle (1929)[97] - Récompenses à Michel Feghali pour la Syntaxe des parlers arabes actuels du Liban, et Jean Larrasquet, L'action de Vaccent dans révolution des consonnes étudiées dans le basque souletin[98].
- Lilias Homburger, Les préfixes nominaux dans les parlers peul, haoussa et bantous (1930)[99]
- Gustave Guillaume, Des modes et des temps. Récompenses Louis Gauchat, Jean Jaquet et Tappolet. Glossaire des patois de la Suisse Romande et à Jean Humbert, Disparition du datif en grec (1931)[100]
- Walther von Wartburg, Französisches Etymologisches Wörterbuch (1932)[101]
- Georges Dumézil, La Langue des Oubykhs et Études comparatives des langues caucasiennes du nord-ouest (1933)[102]
- Léon Beaulieux, Grammaire de la langue bulgare (1934)[103]
- Jules Bloch, L'Indo-aryen du Véda jusqu'aux temps présents (1935)
- Boris Unbegaun, La langue russe au XVe siècle (1936)[104]
- Émile Benveniste, Origines de la formation des noms en indo-européen (1937)[105] et Antoine Grégoire, L'apprentissage du langage (1937)
- André Martinet, La Gémination consonantique d'origine expressive dans les langues germaniques, et Jacques Soustelle, La famille Otomi-Pamé du Mexique central (1938)[106]
- Fernand Mossé, Histoire de la forme périphérique en germanique, et François Thomas, Recherche sur le subjectif latin (1939)[107]
- Jean Brunel, L'Aspect verbal et l'Emploi des Préverbes en grec, particulièrement en attique (1940)[108]
- Michel Lejeune, Adverbes grecs en θεν (1941)[109]
- Pierre Gardette, Vieilles choses et vieux mots du pays forézien - patois foréziens (1942)[110]
- Henri Grappin, Grammaire de la langue polonaise (1943)[111]
- Raymond Jestin, Le verbe sumérien, déterminations verbales et infixes (1944)[112]
- René Lafon, Le système du verbe basque au XVIe siècle et Le système des formes verbales à auxiliaire dans les principaux textes basques du XVIe siècle (1945)[113]
- Alfred Jolivet et Fernand Mossé, directeurs de la Bibliothèque de philologie germanique pour les ouvrages publiés en 1945 et les années précédentes, no I, II et VIII (1946)[114]
- Marguerite Durand, Voyelles longues et voyelles brèves. Essai sur la nature de la quantité vocalique, et Louis Hambis, Grammaire de la langue mongole écrite (1947)[115]
- Louis Remacle, Le problème de l'ancien wallon (1948)
- Henri Fournier Les verbes dire en grec ancien (1949)[116]

### De 1951 à 2000
- Emile Laroche, Histoire de la racine Ηεμ en grec ancien (1951)[117]
- Charles de Foucauld, Dictionnaire touareg-français, et Wilhelm Schmidt , Die tasmanischen sprachen (1953)[118]
- Chanoine François Falc'hun, Histoire de la langue bretonne (1954)[119]
- Étienne Decaux. Morphologie des enclitiques polonais (1956)
- Jerzy Kurylowicz. L'apophonie en indo-européen (1957)
- André Martinet. La Description phonologique avec application au parler franco-provençal d'Hauteville (Savoie) (1958)
- Gabriel Manessy. La morphologie du nom en bwamu (bobo-oulé), dialecte de Bondoukuy (1960)[120]
- Jean Perrot. Les dérivés latins en - men et - mentum (1961)
- Gilbert Lazard. Les premiers poètes persans: IXe – Xe siècles (1964)[121]
- Jacqueline M.C. Thomas. Le parler ngbaka de Bokanga. Phonologie, Morphologie, Syntaxe (1968)[122]
- Xavier Mignot, Les verbes dénominatifs latins (1969)
- Claude Hagège, Le problème linguistique des prépositions et la solution chinoise (1981)
- David Cohen, La phrase nominale et l’évolution du système verbal en sémitique. Études de syntaxe historique (1986)[123]
- Pierre-Yves Lambert, La langue gauloise. Description linguistique, commentaire d'inscriptions choisies (1996)[124]

### Depuis 2001
- Francisco Queixalós, Nom, verbe et prédicat en sikuani (Colombie) et Syntaxe sikuani (2001)[125].

Médaille Volney
- Peter Nahon, Gascon et français chez les Israélites d’Aquitaine (2020)[126].